# Jean Makoun
Jean II Makoun (Yaoundé, 1983. május 29. –) a Ligue 1-ben szereplő Olympique Lyon és a kameruni labdarúgó-válogatott játékosa. Rendszerint védekező középpályásként játszik.

## Pályafutása
A pályafutását hazájában kezdte. A Cotonsport Garoua-ban kezdett el futballozni, majd átigazolt a Jeunesse Star-ba egy évre. 2001-ben a Tonnerre Yaoundé-ba igazolt, ahonnan a Lille OSC vette meg. A francia csapat először a tartalékok között játszatta, majd 1 év után felkerült a felnőttek közé.

### Lille
A Lille-ben már a második évében alapember lett. Szinte az összes mérkőzésen pályára lépett. 157 francia bajnokin szerepelt. Továbbá pályára lépett 16 Bajnokok ligája és 3 UEFA kupa mérkőzésen. Ezeken 1 gólt szerzett. Képességeivel felhívta több klub figyelmét. Érdeklődött utána az Arsenal, a Tottenham Hotspur, a Juventus, a AS Monaco, az Olympique de Marseille és az Olympique Lyon is. Végül az utóbbiba igazolt 14 millió euróért.

### Olympique Lyon
A Lyonnal 4 éves szerződést kötött és a 2003-ban meghalt Marc-Vivien Foé által viselt és visszavonultatott 17-es mezszámot kapta meg. Új klubjában hamar alapember lett. Szinte az összes bajnoki mérkőzésen pályára lépett és ezeken 7 gólt szerzett, ami egy védekező középpályástól igen jó teljesítmény.

## Statisztikái
| Klub            | Szezon   | Bajnoki            | Bajnoki | Bajnoki | Kupa  | Kupa | Nemzetközi mérkőz. | Nemzetközi mérkőz. | Összesen | Összesen |
| Klub            | Szezon   | Osztály            | Mérk.   | Gól     | Mérk. | Gól  | Mérk.              | Gól                | Mérk.    | Gól      |
| --------------- | -------- | ------------------ | ------- | ------- | ----- | ---- | ------------------ | ------------------ | -------- | -------- |
| Lille           | 2002–03  | Ligue 1            | 10      | 0       | 2     | 0    | 0                  | 0                  | 12       | 0        |
| Lille           | 2003–04  | Ligue 1            | 32      | 1       | 1     | 1    | 0                  | 0                  | 33       | 2        |
| Lille           | 2004–05  | Ligue 1            | 33      | 0       | 2     | 1    | 6                  | 0                  | 41       | 1        |
| Lille           | 2005–06  | Ligue 1            | 31      | 5       | 2     | 0    | 9                  | 0                  | 42       | 5        |
| Lille           | 2006–07  | Ligue 1            | 33      | 1       | 0     | 0    | 10                 | 1                  | 43       | 2        |
| Lille           | 2007–08  | Ligue 1            | 26      | 2       | 1     | 0    | 0                  | 0                  | 27       | 2        |
| Lille           | Összesen | Összesen           | 165     | 9       | 8     | 2    | 25                 | 1                  | 198      | 12       |
| Lyon            | 2008–09  | Ligue 1            | 35      | 6       | 4     | 1    | 8                  | 2                  | 47       | 9        |
| Lyon            | 2009–10  | Ligue 1            | 28      | 1       | 0     | 0    | 13                 | 1                  | 41       | 2        |
| Lyon            | 2010–11  | Ligue 1            | 13      | 1       | 1     | 0    | 3                  | 0                  | 17       | 1        |
| Lyon            | Összesen | Összesen           | 76      | 8       | 5     | 1    | 24                 | 3                  | 105      | 12       |
| Aston Villa     | 2010–11  | Premier League     | 9       | 0       | 1     | 0    | 0                  | 0                  | 10       | 0        |
| Aston Villa     | 2011–12  | Premier League     | 0       | 0       | 1     | 0    | 0                  | 0                  | 1        | 0        |
| Aston Villa     | Összesen | Összesen           | 9       | 0       | 2     | 0    | 0                  | 0                  | 11       | 0        |
| Olympiacos      | 2011–12  | Superleague Greece | 19      | 2       | 4     | 0    | 8                  | 0                  | 31       | 2        |
| Stade Rennes II | 2012     | Ligue 1            | 1       | 0       | 0     | 0    | 0                  | 0                  | 1        | 0        |
| Stade Rennes    | 2012–13  | Ligue 1            | 28      | 2       | 4     | 0    | 0                  | 0                  | 32       | 2        |
| Stade Rennes    | 2013–14  | Ligue 1            | 30      | 1       | 5     | 1    | 0                  | 0                  | 35       | 2        |
| Stade Rennes    | 2014–15  | Ligue 1            | 1       | 0       | 0     | 0    | 0                  | 0                  | 1        | 0        |
| Stade Rennes    | Összesen | Összesen           | 31      | 1       | 5     | 1    | 0                  | 0                  | 36       | 2        |
| Stade Rennes II | 2014–15  | Ligue 1            | 2       | 0       | 0     | 0    | 0                  | 0                  | 2        | 0        |
| Antalyaspor     | 2015–16  | Süper Lig          | 13      | 2       | 6     | 0    | 0                  | 0                  | 19       | 2        |
| Összesen        | Összesen | Összesen           | 344     | 24      | 34    | 4    | 57                 | 4                  | 435      | 32       |

## Válogatott mérkőzések
|    | Dátum               | Helyszín          | Ellenfél  | Eredmény | Mérkőzés típusa                   |
| -- | ------------------- | ----------------- | --------- | -------- | --------------------------------- |
| 1. | 2008. október 11.   | Yaoundé, Cameroon | Mauritius | 5–0      | 2010 FIFA World Cup qualification |
| 2. | 2009. szeptember 9. | Yaoundé, Cameroon | Gabon     | 2–1      | 2010 FIFA World Cup qualification |
| 3. | 2009. október 10.   | Yaoundé, Cameroon | Togo      | 3–0      | 2010 FIFA World Cup qualification |
| 4. | 2013. november 17.  | Yaoundé, Cameroon | Tunisia   | 4–1      | 2014 FIFA World Cup qualification |